# Jacques Sarthou
Pour les articles homonymes, voir Sarthou.
Jacques Sarthou, né le 4 août 1920 à Pacy-sur-Eure et mort le 13 octobre 1999 à Yerres,, est un acteur, metteur en scène et directeur de théâtre français.

## Filmographie
- 1975 : La Chair de l'orchidée de Patrice Chéreau
- 1978 : Judith Therpauve de Patrice Chéreau

## Théâtre

### Comédien
- 1950 : Oncle Harry de Thomas Job, adaptation Marcel Dubois, Jacques Feyder, mise en scène Jean Marchat, Théâtre royal du Parc
- 1951 : Oncle Harry de Thomas Job, adaptation Marcel Dubois, Jacques Feyder, mise en scène Jean Marchat, Théâtre Antoine

### Metteur en scène
- 1959 : L'École des morts de Philippe Charvet, Petit Théâtre de Paris
- Les Ressources de Quinola d'Honoré de Balzac